# كلثوم بن حصين الغفاري
أبو رُهْم كلثوم بن الحُصين بن عتبة بن خلف الغِفاري الكناني مشهور بكنيته، من صحابة النبي محمد، أسلم بعد قدوم النبي إلى المدينة، ولم يشهد غزوة بدر، شهد معركة أحد. وكان ممن بايع تحت الشجرة، وكان قد رمي يوم أحد بسهم في نحره، فجاء إلى النبي فبصق فيه، فبرأ، وكان أبو رهم يسمى المنحور.
استخلفه النبي مرتين على المدينة مرّة في عمرة القضاء ومرة أثناء عام فتح مكة لما سار إلى مكة والطائف وحنين، وكان يسكن المدينة،